# Сфінгомієліни

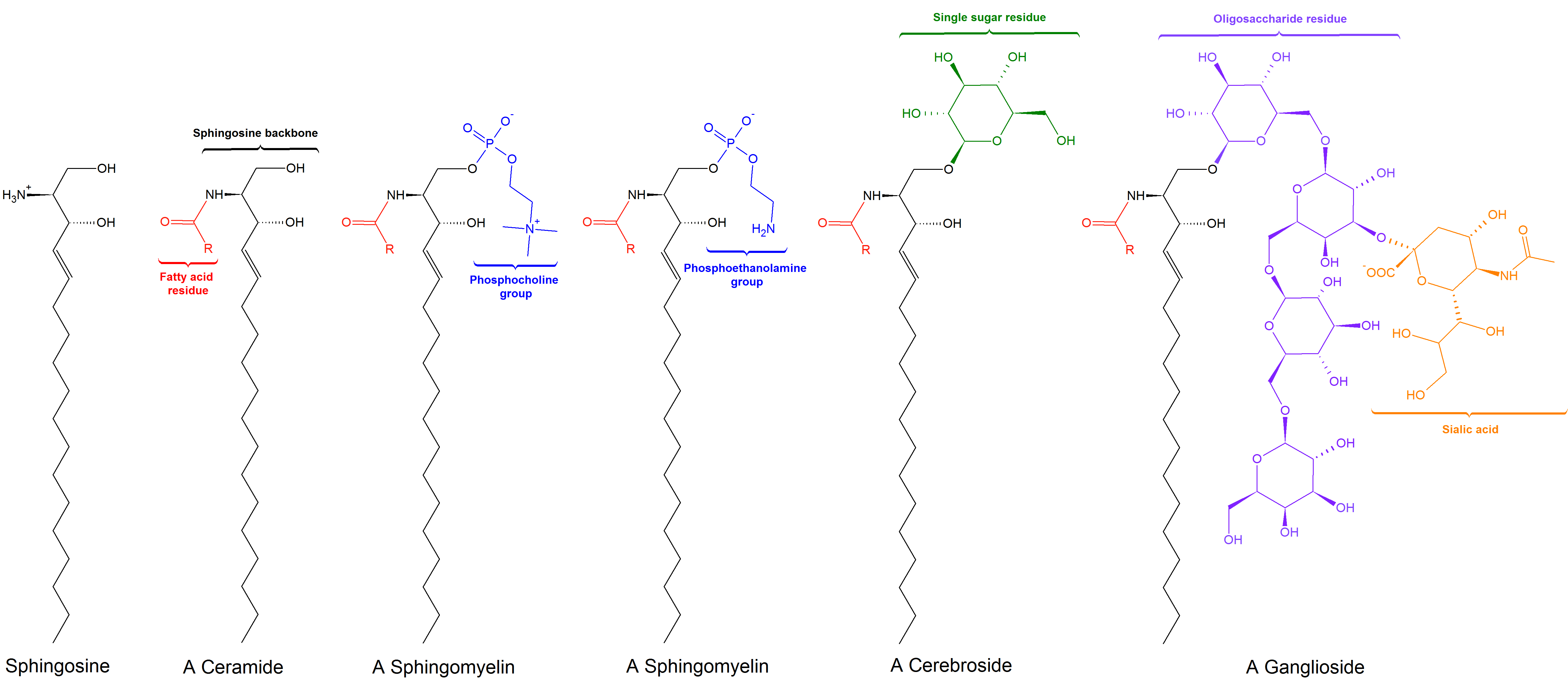
Структурні формули сфінголіпідів

Сфінгомієліни — різновид сфінголіпідів, які зустрічаються в тваринних клітінних мембранах, особливо поширені у мієліновій оболонці, що оточує аксони деяких нервових клітин. Зазвичай вони складаються з фосфохоліну та кераміду, або фосфоетаноламіновоï головки; таким чином, сфінгомієліни можуть бути віднесені до сфінголіпідів. У людини сфінгомієліни складають ~85 % від усіх сфінголіпідів і 10-20 моль % від ліпідів клітинноï мембрани.
Відкриті у 1880 -х роках, сфінгомієліни вперше були ізольовані Йоганном Л. В. Тудікумом. Структура сфінгомієліну була у перший раз правильно визначена як N-ацил-сфінгозин-1-фосфорилхолін у 1927 році. У тварин вміст сфінгомієліну складає від 2 до 15 % у більшості тканин. Найвищий зміст сфінгомієлінів — у нервових тканинах, червоних кров´яних тільцях і в кришталику ока. Сфінгомієліни грають важливі структурні і функціональні ролі в багатьох сигнальних передачах. Метаболізм сфінгомієлінів створює багато продуктів, що грають значні ролі в клітині.